# The Good Companions (1957)
The Good Companions is een Britse filmkomedie uit 1957 onder regie van J. Lee Thompson. 

## Verhaal
Een muziekgroep op tournee komt in de financiële problemen terecht. Door een ontmoeting met drie vreemden verkrijgen ze een som geld. Met dat geld gaan ze opnieuw toeren door Groot-Brittannië. Er ontstaat ruzie binnen de groep, maar de drie vreemden schieten alweer te hulp.

## Rolverdeling
| Acteur          | Personage                |
| --------------- | ------------------------ |
| Eric Portman    | Jess Oakroyd             |
| Celia Johnson   | Juffrouw Trant           |
| Hugh Griffith   | Morton Mitcham           |
| Janette Scott   | Susie Dean               |
| John Fraser     | Inigo Jollifant          |
| Joyce Grenfell  | Lady Parlitt             |
| Bobby Howes     | Jimmy Nunn               |
| Rachel Roberts  | Elsie en Effie Longstaff |
| John Salew      | Mijnheer Joe             |
| Mona Washbourne | Mevrouw Joe              |
| Paddy Stone     | Jerry Jerningham         |